# MTV Video Music Awards de 1997
O MTV Video Music Awards de 1997 foi ao ar em 4 de setembro de 1997, premiando os melhores videoclipes lançados entre 17 de junho de 1996 e 16 de junho de 1997. A premiação, ocorrida no Radio City Music Hall, em Nova Iorque, nos Estados Unidos, foi apresentada pelo comediante estadunidense Chris Rock.
O cantor norte-americano Beck foi o grande vencedor da noite, ganhando um total de cinco prêmios. A banda britânica Jamiroquai veio logo atrás, levando para casa quatro prêmios, incluindo o cobiçado prêmio de Vídeo do Ano. O único outro múltiplo vencedor naquela noite foi o grupo britânico de música eletrônica The Prodigy, que levou para casa os prêmios de Escolha do Público Americana e Europeia - tornando-se assim o único artista na história do VMA a não apenas ganhar dois prêmios de Escolha do Público, mas também consegui-lo no mesmo ano.
Em relação às indicações, Jamiroquai foi o artista mais indicado, com um total de dez indicações pelo vídeo de "Virtual Insanity". Em segundo lugar ficou Beck, que recebeu um total de sete indicações: cinco por "The New Pollution" e duas por "Devils Haircut". Por fim, a banda de rock estadunidense Nine Inch Nails ficou em terceiro lugar, com cinco indicações por "The Perfect Drug", mas, ao contrário de Beck e Jamiroquai, Nine Inch Nails foi para casa de mãos vazias naquela noite.

## Performances
| Artista                                                             | Canção                                       | Apresentado por   |
| MTV.com cybercast                                                   | MTV.com cybercast                            | MTV.com cybercast |
| ------------------------------------------------------------------- | -------------------------------------------- | ----------------- |
| Meredith Brooks                                                     | —                                            | —                 |
| Pré-show                                                            |                                              |                   |
| The Mighty Mighty Bosstones John Popper                             | "The Impression That I Get"                  | —                 |
| Foo Fighters                                                        | "Everlong" "Monkey Wrench"                   | —                 |
| Premiação                                                           |                                              |                   |
| P. Diddy Faith Evans 112 Mase Sting                                 | "Mo Money Mo Problems" "I'll Be Missing You" | —                 |
| Jewel                                                               | "Angel Standing By"                          | —                 |
| The Prodigy                                                         | "Breathe"                                    | Madonna           |
| The Wallflowers Bruce Springsteen                                   | "One Headlight"                              | —                 |
| Lil' Kim Da Brat Missy Elliott Lisa "Left-Eye" Lopes Angie Martinez | "Not Tonight (Ladies Night Remix)"           | Wu-Tang Clan      |
| U2                                                                  | "Please"                                     | —                 |
| Beck                                                                | "The New Pollution"                          | Mike Myers        |
| Spice Girls                                                         | "Say You'll Be There"                        | Chris Rock        |
| Jamiroquai                                                          | "Virtual Insanity"                           | Naomi Campbell    |
| Marilyn Manson                                                      | "The Beautiful People"                       | —                 |

Notas
1. ↑  Ao vivo de Chelmsford, Inglaterra.

## Vencedores e indicados
| Vídeo do Ano (apresentado por Will Smith) | Artista Revelação (apresentado por Elton John) |
| --- | --- |
| - Jamiroquai – "Virtual Insanity" - Beck – "The New Pollution" - Jewel – "You Were Meant for Me" - Nine Inch Nails – "The Perfect Drug" - No Doubt – "Don't Speak" | - Fiona Apple – "Sleep to Dream" - Meredith Brooks – "Bitch" - Hanson – "MMMBop" - Jamiroquai – "Virtual Insanity" - The Wallflowers – "One Headlight" |
| Melhor Vídeo Masculino (apresentado por Dermot Mulroney e John Popper) | Melhor Vídeo Feminino (apresentado por Blackstreet) |
| - Beck – "Devils Haircut" - Babyface – "Every Time I Close My Eyes" - R. Kelly – "I Believe I Can Fly" - Will Smith – "Men in Black" | - Jewel – "You Were Meant for Me" - Erykah Badu – "On & On" - Toni Braxton – "Un-Break My Heart" - Meredith Brooks – "Bitch" - Paula Cole – "Where Have All the Cowboys Gone?" |
| Melhor Vídeo de Grupo (apresentado por Cindy Crawford e Pat Smear) | Melhor Vídeo de Rock |
| - No Doubt – "Don't Speak" - Blur – "Song 2" - Counting Crows – "A Long December" - Dave Matthews Band – "Crash into Me" - The Wallflowers – "One Headlight" | - Aerosmith – "Falling in Love (Is Hard on the Knees)" - Foo Fighters – "Monkey Wrench" - Marilyn Manson – "The Beautiful People" - Dave Matthews Band – "Crash into Me" - Rage Against the Machine – "People of the Sun" |
| Melhor Vídeo de R&B (apresentado por No Doubt) | Melhor Vídeo de Rap (apresentado por Maxwell, Dave Matthews e Boyd Tinsley) |
| - P. Diddy (com part. de Faith Evans e 112) – "I'll Be Missing You" - Babyface (com part. de Stevie Wonder) – "How Come, How Long" - Erykah Badu – "On & On" - Blackstreet (com part. de Dr. Dre e Queen Pen) – "No Diggity" - Toni Braxton – "Un-Break My Heart" | - The Notorious B.I.G. – "Hypnotize" - Blackstreet (com part. de Dr. Dre e Queen Pen) – "No Diggity" - Dr. Dre – "Been There, Done That" - Missy "Misdemeanor" Elliott – "The Rain (Supa Dupa Fly)" |
| Melhor Vídeo de Dance (apresentado por Martha Stewart e Busta Rhymes) | Melhor Vídeo de Música Alternativa (apresentado por Adam Sandler e Meredith Brooks) |
| - Spice Girls – "Wannabe" - The Chemical Brothers – "Block Rockin' Beats" - Freak Nasty – "Da' Dip" - The Prodigy – "Breathe" | - Sublime – "What I Got" - Beck – "The New Pollution" - Blur – "Song 2" - Foo Fighters – "Monkey Wrench" - Nine Inch Nails – "The Perfect Drug" |
| Melhor Vídeo de Um Filme (apresentado por Kevin Bacon e Janeane Garofalo) | Vídeo Inovador |
| - Will Smith – "Men in Black" (de Men in Black) - Iggy Pop – "Lust for Life" (from Trainspotting) - R. Kelly – "I Believe I Can Fly" (de Space Jam) - Bruce Springsteen – "Secret Garden" (deJerry Maguire) | - Jamiroquai – "Virtual Insanity" - The Chemical Brothers – "Setting Sun" - Daft Punk – "Da Funk" - Missy "Misdemeanor" Elliott – "The Rain (Supa Dupa Fly)" - Radiohead – "Paranoid Android" |
| Melhor Direção (apresentado por Dermot Mulroney e John Popper) | Melhor Coreografia |
| - Beck – "The New Pollution" (Diretor: Beck Hansen) - Missy "Misdemeanor" Elliott – "The Rain (Supa Dupa Fly)" (Diretor: Hype Williams) - Jamiroquai – "Virtual Insanity" (Diretor: Jonathan Glazer) - Nine Inch Nails – "The Perfect Drug" (Diretor: Mark Romanek) - The Smashing Pumpkins – "The End Is the Beginning Is the End" (Diretores: Joel Schumacher, Jonathan Dayton e Valerie Faris) | - Beck – "The New Pollution" (Coreógrafo: Peggy Hickey) - Cibo Matto – "Sugar Water" (Coreógrafo: Michel Gondry) - Dr. Dre – "Been There, Done That" (Coreógrafos: Fatima Robinson e Swoop) - Jamiroquai – "Virtual Insanity" (Coreógrafo: Jason Kay) - Will Smith – "Men in Black" (Coreógrafo: Stretch) |
| Melhor Efeitos Especiais | Melhor Direção de Arte |
| - Jamiroquai – "Virtual Insanity" (Efeitos Especiais: Jonathan Glazer e Sean Broughton) - Eels – "Novocaine for the Soul" (Efeitos Especiais: Ashley Clemens) - Marilyn Manson – "The Beautiful People" (Efeitos Especiais: D.A.V.E. e Panic & Bob) - The Smashing Pumpkins – "The End Is the Beginning Is the End" (Efeitos Especiais: Chris Staves, Nigel Randall, Edson Williams e Brothers Strause) - Will Smith – "Men in Black" (Efeitos Especiais: Paul Griffin, Alan Rosenfield e Wade Howie) | - Beck – "The New Pollution" (Diretor de Arte: K. K. Barrett) - Jamiroquai – "Virtual Insanity" (Diretor de Arte: John Bramble) - Marilyn Manson – "The Beautiful People" (Diretor de Arte: Ken Baird) - Nine Inch Nails – "The Perfect Drug" (Diretor de Arte: Tom Foden) |
| Melhor Edição | Melhor Cinematografia |
| - Beck – "Devils Haircut" (Editor: Hank Corwin) - Jamiroquai – "Virtual Insanity" (Editores: Jonathan Glazer e John McManus) - The Smashing Pumpkins – "The End Is the Beginning Is the End" (Editor: Hal Honigsberg) - The Wallflowers – "One Headlight" (Editor: Einar Thorsteinsson) | - Jamiroquai – "Virtual Insanity" (Diretor de Fotografia: Stephen Keith-Roach) - Eels – "Novocaine for the Soul" (Diretor de Fotografia: Jeff Cronenweth) - Nine Inch Nails – "The Perfect Drug" (Diretor de Fotografia: Jeff Cronenweth) - The Smashing Pumpkins – "The End Is the Beginning Is the End" (Diretor de Fotografia: Declan Quinn) |
| Escolha do Público (apresentado por David Arquette e Lisa Marie Presley) | Escolha do Público Internacional (Ásia) (apresentado por Fiona Apple e Chris Tucker) |
| - The Prodigy – "Breathe" - Jewel – "You Were Meant for Me" - P. Diddy (com part. de Faith Evans e 112) – "I'll Be Missing You" - Spice Girls – "Say You'll Be There" - The Wallflowers – "One Headlight" | - The Eraserheads – "Ang Huling El Bimbo" - Dewa 19 – "Kirana" - Joey Boy – "Fun Fun Fun" - KRU – "Fanatik" - Lee Seung-Hwan – "Family" |
| Escolha do Público Internacional (Austrália) (apresentado por Fiona Apple e Chris Tucker) | Escolha do Público Internacional (Brasil) (apresentado por Fiona Apple e Chris Tucker) |
| - Silverchair – "Freak" - Human Nature – "Don't Say Goodbye" - Powderfinger – "Living Type" - Savage Garden – "To the Moon and Back" - Spiderbait – "Calypso" | - Skank – "É uma Partida de Futebol" - Fernanda Abreu – "Kátia Flávia" - Angra – "Make Believe" - Baba Cósmica – "Uma Pedra no Meu Caminho" - Barão Vermelho – "Amor Meu Grande Amor" - Carlinhos Brown – "A Namorada" - Camisa de Vênus – "O Ponteiro Tá Subindo" - Cidade Negra – "Firmamento" - Kid Abelha – "Te Amo pra Sempre" - Lagoa – "Revista de Mulher Pelada" - Maria do Relento – "Conhece o Mário" - Nenhum de Nós – "Vou Deixar Que Você Se Vá" - Os Ostras – "Uma, Duas ou Três (Punheta)" - Os Paralamas do Sucesso – "La Bella Luna" - Pato Fu – "Água" - Planet Hemp – "Dezdasseis/Dig Dig Dig (Hempa)" - Raimundos – "Puteiro em João Pessoa" - Lulu Santos – "Aviso aos Navegantes" - Sepultura – "Ratamahatta" - Virgulóides – "Bagulho no Bumba" |
| Escolha do Público Internacional (Europa) (apresentado por Fiona Apple e Chris Tucker) | Escolha do Público Internacional (Índia) (apresentado por Fiona Apple e Chris Tucker) |
| - The Prodigy – "Breathe" - Daft Punk – "Around the World" - Jamiroquai – "Virtual Insanity" - Radiohead – "Paranoid Android" - Skunk Anansie – "Hedonism (Just Because You Feel Good)" | - Asha Bhosle – "O Mere Sona Re" - Lucky Ali – "O Sanam" - Amitabh Bachchan – "Eir Bir Phatte" - Colonial Cousins – "Krishna" - Daler Mehndi – "Dardi Rab Rab" |
| Escolha do Público Internacional (Japão) (apresentado por Fiona Apple e Chris Tucker) | Escolha do Público Internacional (América Latina) (apresentado por Fiona Apple e Chris Tucker) |
| - Chara – "Yasashii Kimochi" - Air – "Hair Do" - Denki Groove – "Shangi-La" - Scha Dara Parr – "Otona Ni Nattemo" - The Yellow Monkey – "Rakuen" | - Café Tacuba – "Chilanga Banda" - Azul Violeta – "Volveré a Empezar" - Control Machete – "¿Comprendes Mendes? - Fito Páez – "Cadáver Exquisito" - Aleks Syntek e La Gente Normal – "Sin Ti" |
| Escolha do Público Internacional (Mandarim) (apresentado por Fiona Apple e Chris Tucker) | Prêmio Michael Jackson Video Vanguard (apresentado por Mariah Carey) (apresentado por Janet Jackson) |
| - Mavis Fan – "Bartender Angel" - Jeff Chang – "Affection" - Chyi Chin – "Cliff" - Valen Hsu – "If Cloud Knows" - Aaron Kwok – "Share My Love" - Wu Bai & China Blue – "End of Love" | LL Cool J Mark Romanek |